# Beguni
Il Beguni ((BN)  বেগুনী, /beˈɡuːni/) è uno snack bengalese a base di melanzane, principalmente delle varietà locali aubergine o brinjal, affettate e fritte. La variante europea viene chiamata aubergine fritters o frittelle di melanzane.

## Preparazione
La melanzana (begun in lingua bengalese, da qui il nome) viene tagliata longitudinalmente e immersa in una pastella di farina di gram, sale e curcuma longa (chiamata anche zafferano delle indie). Viene poi fritta per immersione in olio vegetale di semi di senape. A volte vengono aggiunti anche semi di papavero alla pastella per aumentarne il sapore, o lievito in polvere per aumentarne la croccantezza.
Viene comunemente accostato al riso soffiato, consumato prevalentemente per strada come fast food. È spesso presente durante l'Ifṭār bengalese, rito in cui i musulmani si cibano dopo il digiuno imposto dal Ramadan del calendario islamico.
Il beguni è anche una parte fondamentale della cucina bengalese dei monsoni, dove viene consumato assieme al Khichuri, un piatto a base di riso e lenticchie. È anche diffuso negli stati dell'Assam e del Tripura.